# Asylum Records
Asylum Records är ett amerikanskt skivbolag som ägs av Warner Music Group.

## Historik
Bolaget grundades 1971 av David Geffen och inriktade sig då på musik inom folkrock och singer/songwriter. Bland de första artisterna var Judee Sill och David Blue. År 1974 gav bolaget ut två album med Bob Dylan när denne för en tid lämnade Columbia Records.
Under 1970-talet gav bolaget ut skivor med artister som Tom Waits och Warren Zevon, samt med före detta medlemmar från Eagles, The Byrds och Buffalo Springfield. Varumärket blev vilande 1989, men användes för några utgåvor av countrymusik. År 2004 reaktiverades varumärket som en hip-hop-label, och blev också distributör för Rap-A-Lot Records och Swisha House Records.